# Lindsay Anderson
Lindsay Gordon Anderson (Bengaluru, 1923. április 17. – Angoulême, 1994. augusztus 30.), skót filmkritikus, színház- és filmrendező.

## Élete
Anderson a dél-indiai Bengaluru-ban született, angol katonatiszt fiaként. Tanulmányait a Cheltenham College-ban, majd az Oxfordi Egyetem Wadham College-ában végezte. Pályáját filmkritikusként kezdte, számtalan írása jelent meg a Brit Filmintézet Sight and Sound c. folyóiratában, a New Statesmenben és a Sequence magazinban, ez utóbbit két társával Gavin Lamberttel és Karel Reisz-szel maga alapította.
Anderson komoly szerepet töltött be az ötvenes években kibontakozott Free Cinema mozgalomban, amelynek célkitűzése volt, hogy a munkásosztály is megjelenjen a filmvásznon. Játékfilmek rendezése mellett Anderson számos dokumentumfilmet is rendezett, illetve komoly sikereket ért el színházi rendezőként is.
Anderson homoszexuális volt, bár ezt egész életében próbálta elfojtani.

## Filmjei
- 1987 – The Whales of August (Bálnák augusztusban)
- 1982 – Britannia Hospital (Britannia Gyógyintézet)
- 1975 – In Celebration (Ünnepség közben)
- 1973 – O Lucky Man! (A szerencse fia)
- 1968 – If…. (Ha…)
- 1967 – The White Bus(wd)
- 1963 – This Sporting Life (David Storey regényéből, Magyarországon Egy ember ára(wd) címmel játszották)